# Patron sur mesure

Patron sur mesure est un téléfilm français réalisé par Stéphane Clavier et interprété par Marie-Anne Chazel et Pierre Arditi.

## Synopsis
Betty Delauney est une styliste douée et appréciée. Après l'échec de son mariage, sans enfants, Betty, la quarantaine dynamique, a consacré toute son énergie à monter sa boutique, qu'elle a installée dans un quartier populaire et branché. Créatrice pleine de talent et de fantaisie, Betty n'est pas du tout une femme d'affaires et sa boutique, bien que fort appréciée, ne se porte pas bien du tout niveau trésorerie.
À l'opposé, Philippe Roussel, la cinquantaine, est l'un de ces capitaines d'industrie, esprit rigoureux et «bosseur» infatigable. Son ardeur au travail n'est d'ailleurs pas étrangère à la faillite de ses trois mariages successifs, trois ex-femmes qui lui ont donné trois garçons dont il aimerait bien s'occuper davantage.
Un hasard malicieux va réunir ces deux êtres fort différents...

## Fiche technique
- Réalisation : Stéphane Clavier
- Scénario : Michaëla Watteaux et Valentine Albin
- Diffusion : 1er janvier 2002 sur TF1

## Distribution
- Marie-Anne Chazel : Betty Delauney
- Pierre Arditi : Philippe Roussel
- Claire Pérot : Camille
- Marc Dudicourt : Jean
- Babsie Steger : Clara
- Guillaume Gallienne : Leduc
- Arièle Semenoff : Sylvie
- Adrien Gallo : Stanislas
- Kevin Fernandes : Thibault
- Côme Levin : Louis-Paul
- Michel Pilorgé : Georges
- Raphaëline Goupilleau : Hélène
- David Lowe : Boris
- Richaud Valls : Théo
- Éric Vu-An : Ludovic
- Pascal Ternisien : Quentin
- Frédéric Darie : Moreau
- Florence Maury : Joséphine
- Emmanuel de Brantes : Sainte Croix
- Alban Aumard : Le grossiste
- Stéphane Bari : Didier
- Philippe Beglia : Professeur Milovsky
- Richard Darbois : Pelletier
- Gustave Kervern : Pedro
- Daphné de Quatrebarbes : Cliente
- Marie-Christine Laurent : Cliente
- Daniel Delabesse : Commissaire priseur
- Benoît Dupac : Le banquier
- Marie-Sophie Ferdane : Journaliste
- Pauline Larrieu : Ségolène
- Catherine Marchal : Bérengère